# Parlamentswahlen in Italien 2001
Die Parlamentswahlen in Italien 2001 fanden am 13. Mai 2001 statt. Die seit 1996 regierende Mitte-links-Koalition wurde nicht wiedergewählt, deren Bündnis L’Ulivo unter Francesco Rutelli unterlag dem Mitte-rechts-Bündnis Casa delle Libertà unter Silvio Berlusconi, der im Wahlkampf einen „radikalen Wechsel“ der italienischen Politik versprach.

## Ergebnis

### Abgeordnetenkammer

#### Proporzwahl
| Wahlbündnisse                        | Wahlbündnisse      | Listen                                     | Stimmen    | %    | Mandate |
| ------------------------------------ | ------------------ | ------------------------------------------ | ---------- | ---- | ------- |
|                                      | Casa delle Libertà | Forza Italia                               | 10.923.431 | 29,4 | 62      |
| Alleanza Nazionale                   | Casa delle Libertà | 4.463.205                                  | 12,0       | 24   |         |
| Lega Nord                            | Casa delle Libertà | 1.464.301                                  | 3,9        | –    |         |
| CCD – CDU                            | Casa delle Libertà | 1.194.040                                  | 3,2        | –    |         |
| Nuovo PSI                            | Casa delle Libertà | 353.269                                    | 1,0        | –    |         |
| Fiamma Tricolore                     | Casa delle Libertà | 143.963                                    | 0,4        | –    |         |
| Abolizione Scorporo                  | Casa delle Libertà | 26.917                                     | 0,1        | –    |         |
|                                      | L’Ulivo            | Democratici di Sinistra                    | 6.151.154  | 16,6 | 31      |
| Democrazia è Libertà – La Margherita | L’Ulivo            | 5.391.827                                  | 14,5       | 27   |         |
| Partito della Rifondazione Comunista | L’Ulivo            | 1.868.659                                  | 5,0        | 11   |         |
| Il Girasole (FdV – SDI)              | L’Ulivo            | 805.340                                    | 2,2        | –    |         |
| Partito dei Comunisti Italiani       | L’Ulivo            | 620.859                                    | 1,7        | –    |         |
| Südtiroler Volkspartei               | L’Ulivo            | 200.059                                    | 0,5        | –    |         |
| Paese Nuovo                          | L’Ulivo            | 34.193                                     | 0,1        | –    |         |
| Movimento Repubblicani Europei       | L’Ulivo            | 7.997                                      | 0,0        | –    |         |
|                                      | –                  | Italia dei Valori                          | 1.443.725  | 3,9  | –       |
|                                      | –                  | Democrazia Europea                         | 888.249    | 2,4  | –       |
|                                      | –                  | Lista Emma Bonino                          | 832.213    | 2,2  | –       |
|                                      | –                  | Liga Fronte Veneto                         | 74.353     | 0,2  | –       |
|                                      | –                  | Partito Pensionati                         | 68.349     | 0,2  | –       |
|                                      | –                  | Partito Sardo d’Azione – Sardigna Natzione | 34.412     | 0,1  | –       |
|                                      | –                  | Lega d’Azione Meridionale                  | 23.779     | 0,1  | –       |
|                                      | –                  | Fronte Sociale Nazionale                   | 22.985     | 0,1  | –       |
|                                      | –                  | Verdi Verdi                                | 18.262     | 0,0  | –       |
|                                      | –                  | Forza Nuova                                | 13.622     | 0,0  | –       |
|                                      | –                  | Lista Amadu                                | 11.517     | 0,0  | –       |
|                                      | –                  | Noi Siciliani                              | 7.637      | 0,0  | –       |
|                                      | –                  | Sonstige <0,02 %                           | 34.459     | 0,1  | –       |
| Gesamt                               | Gesamt             | Gesamt                                     | 37.122.776 | 100  | 155     |
|                                      |                    |                                            |            |      |         |
| Ungültige Stimmen                    | Ungültige Stimmen  | Ungültige Stimmen                          | 2.962.621  | 7,4  |         |
| Wähler                               | Wähler             | Wähler                                     | 40.085.397 | 81,4 |         |
| Wahlberechtigte                      | Wahlberechtigte    | Wahlberechtigte                            | 49.256.295 |      |         |
|                                      |                    |                                            |            |      |         |
| Quelle: Innenministerium             |                    |                                            |            |      |         |

#### Majorzwahl
| Listen                   | Listen                                     | Stimmen    | %    | Mandate |
| ------------------------ | ------------------------------------------ | ---------- | ---- | ------- |
|                          | Casa delle Libertà                         | 16.915.513 | 45,4 | 282     |
|                          | L’Ulivo 1                                  | 16.288.228 | 43,7 | 189     |
|                          | Italia dei Valori                          | 1.487.287  | 4,0  | –       |
|                          | Democrazia Europea                         | 1.310.119  | 3,5  | –       |
|                          | Lista Emma Bonino                          | 457.117    | 1,2  | –       |
|                          | Südtiroler Volkspartei                     | 173.735    | 0,5  | 3       |
|                          | Liga Fronte Veneto                         | 173.618    | 0,5  | –       |
|                          | Fiamma Tricolore                           | 121.527    | 0,3  | –       |
|                          | Partito Sardo d’Azione – Sardigna Natzione | 40.692     | 0,1  | –       |
|                          | La Bassa in Parlamento                     | 26.151     | 0,1  | –       |
|                          | Vallée d’Aoste (UV)                        | 25.577     | 0,1  | 1       |
|                          | Socialisti Autonomi                        | 24.341     | 0,1  | –       |
|                          | Democratici di Sinistra (Aostatal)         | 20.452     | 0,1  | –       |
|                          | Lega d’Azione Meridionale                  | 19.366     | 0,1  | –       |
|                          | Buonanno                                   | 19.046     | 0,1  | –       |
|                          | Fronte Sociale Nazionale                   | 16.202     | 0,0  | –       |
|                          | Forza Italia – Lega Nord (Aostatal)        | 16.049     | 0,0  | –       |
|                          | Movimento Repubblicani Europei             | 15.600     | 0,0  | –       |
|                          | Popolari Europei                           | 13.447     | 0,0  | –       |
|                          | Verdi Verdi                                | 13.220     | 0,0  | –       |
|                          | Lista Amadu                                | 12.233     | 0,0  | –       |
|                          | Nuovo PSI                                  | 9.663      | 0,0  | –       |
|                          | Sonstige <0,03 %                           | 60.522     | 0,2  | –       |
| Gesamt                   | Gesamt                                     | 37.259.705 | 100  | 475     |
|                          |                                            |            |      |         |
| Ungültige Stimmen        | Ungültige Stimmen                          | 2.987.169  | 7,4  |         |
| Wähler                   | Wähler                                     | 40.246.874 | 81,5 |         |
| Wahlberechtigte          | Wahlberechtigte                            | 49.358.947 |      |         |
|                          |                                            |            |      |         |
| Quelle: Innenministerium |                                            |            |      |         |

- 1 Davon: L’Ulivo (Stimmen: 16.019.388 – 43,0 %; Mandate: 183); L’Ulivo – Südtiroler Volkspartei (Stimmen: 190.556 – 0,5 %; Mandate: 5); L’Ulivo – Con Illy per Trieste (Stimmen: 78.284 – 0,2 %; Mandate: 1)

### Senat
| Listen                   | Listen                                      | Stimmen    | Stimmen | Mandate         | Mandate         | Mandate        |
| Listen                   | Listen                                      | Anzahl     | %       | Direkt- Mandate | Listen- Mandate | Gesamt Mandate |
| ------------------------ | ------------------------------------------- | ---------- | ------- | --------------- | --------------- | -------------- |
|                          | Casa delle Libertà                          | 14.406.519 | 42,5    | 152             | 24              | 176            |
|                          | L’Ulivo                                     | 13.106.860 | 38,7    | 74              | 51              | 125            |
|                          | Partito della Rifondazione Comunista        | 1.708.707  | 5,0     | –               | 4               | 4              |
|                          | Lista Di Pietro                             | 1.140.489  | 3,4     | –               | 1               | 1              |
|                          | Democrazia Europea                          | 1.066.908  | 3,1     | –               | 2               | 2              |
|                          | Lista Emma Bonino                           | 677.725    | 2,0     | –               | –               | –              |
|                          | Fiamma Tricolore                            | 340.221    | 1,0     | –               | –               | –              |
|                          | Lega per l’Autonomia – Alleanza Lombarda    | 308.559    | 0,9     | –               | 1               | 1              |
|                          | Südtiroler Volkspartei – L’Ulivo 1          | 175.635    | 0,5     | 3               | –               | 3              |
|                          | Liga Fronte Veneto                          | 138.134    | 0,4     | –               | –               | –              |
|                          | Südtiroler Volkspartei 1                    | 126.177    | 0,4     | 2               | –               | 2              |
|                          | Va’ Pensiero Padania                        | 119.058    | 0,4     | –               | –               | –              |
|                          | Fronte Sociale Nazionale                    | 98.132     | 0,3     | –               | –               | –              |
|                          | Democrazia Europea – Socialisti Autonomisti | 79.002     | 0,2     | –               | –               | –              |
|                          | Partito Pensionati                          | 78.572     | 0,2     | –               | –               | –              |
|                          | Forza Nuova                                 | 39.545     | 0,1     | –               | –               | –              |
|                          | Verdi Verdi                                 | 35.743     | 0,1     | –               | –               | –              |
|                          | Partito Sardo d’Azione – Sardigna Natzione  | 32.822     | 0,1     | –               | –               | –              |
|                          | Vallée d’Aoste (UV – Sonstige)              | 32.429     | 0,1     | 1               | –               | 1              |
|                          | Sonstige                                    | 160.025    | 0,5     | –               | –               | –              |
| Gesamt                   | Gesamt                                      | 33.871.262 | 100     | 232             | 83              | 315            |
|                          |                                             |            |         |                 |                 |                |
| Leere Stimmzettel        | Leere Stimmzettel                           | 1.282.516  | 3,5     |                 |                 |                |
| Ungültige Stimmzettel    | Ungültige Stimmzettel                       | 1.035.616  | 2,9     |                 |                 |                |
| Wähler                   | Wähler                                      | 36.189.394 | 81,3    |                 |                 |                |
| Wahlberechtigte          | Wahlberechtigte                             | 44.499.794 |         |                 |                 |                |
|                          |                                             |            |         |                 |                 |                |
| Quelle: Innenministerium |                                             |            |         |                 |                 |                |

- 1 Südtiroler Volkspartei – L’Ulivo: Wahlkreise Bozen, Pergine Valsugana, Rovereto und Trient; Südtiroler Volkspartei: Wahlkreise Brixen und Meran.

## Prominente Kandidaturen in den Wahlkreisen
| Kandidat               | Partei                          | Kammer             | Wahlkreis                   | Ergebnis | Erfolg        |
| ---------------------- | ------------------------------- | ------------------ | --------------------------- | -------- | ------------- |
| Silvio Berlusconi      | Forza Italia                    | Abgeordnetenkammer | Mailand 1                   | 53,7 %   | gewählt       |
| Gianfranco Fini        | Alleanza Nazionale              | Abgeordnetenkammer | Rom – Della Vittoria        | 51,3 %   | gewählt       |
| Umberto Bossi          | Lega Nord                       | Abgeordnetenkammer | Mailand 3                   | 53,1 %   | gewählt       |
| Pier Ferdinando Casini | Centro Cristiano Democratico    | Abgeordnetenkammer | Pomezia                     | 54,5 %   | gewählt       |
| Rocco Buttiglione      | Cristiani Democratici Uniti     | Abgeordnetenkammer | Mailand 10                  | 50,9 %   | gewählt       |
| Francesco Rutelli      | La Margherita                   | Abgeordnetenkammer | Rom – Prenestino – Labicano | 56,4 %   | gewählt       |
| Massimo D’Alema        | Democratici di Sinistra         | Abgeordnetenkammer | Casarano                    | 51,5 %   | gewählt       |
| Enrico Boselli         | Socialisti Democratici Italiani | Abgeordnetenkammer | Bologna – San Donato        | 57,7 %   | gewählt       |
| Oliviero Diliberto     | Partito dei Comunisti Italiani  | Abgeordnetenkammer | Scandiano                   | 63,1 %   | gewählt       |
| Antonio Di Pietro      | Lista Di Pietro                 | Abgeordnetenkammer | Termoli                     | 27,1 %   | nicht gewählt |
| Sergio D’Antoni        | Democrazia Europea              | Abgeordnetenkammer | Palermo – Capaci            | 12,3 %   | nicht gewählt |

## Nachwahlen
| Wahlkreis             | Kammer             | Datum      | Ausgeschiedene       | Ausgeschiedene    | Nachgerückte         | Nachgerückte      |
| Wahlkreis             | Kammer             | Datum      | Name                 | Wahlbündnis/Liste | Name                 | Wahlbündnis/Liste |
| --------------------- | ------------------ | ---------- | -------------------- | ----------------- | -------------------- | ----------------- |
| Pisa                  | Senat              | 27-10-2002 | Luigi Berlinguer     | L’Ulivo           | Luciano Modica       | L’Ulivo           |
| Marino                | Senat              | 22-06-2003 | Severino Lavagnini   |                   | Luigi Zanda          |                   |
| Triest – Muggia       | Abgeordnetenkammer | 26-10-2003 | Riccardo Illy        |                   | Ettore Rosato        |                   |
| Mailand 3             | Abgeordnetenkammer | 24-10-2004 | Umberto Bossi        |                   | Roberto Zaccaria     |                   |
| Genua – Nervi         | Abgeordnetenkammer | 24-10-2004 | Gianfranco Cozzi     |                   | Stefano Zara         |                   |
| Fidenza               | Abgeordnetenkammer | 24-10-2004 | Pier Luigi Bersani   |                   | Massimo Tedeschi     |                   |
| Scandicci             | Abgeordnetenkammer | 24-10-2004 | Lapo Pistelli        |                   | Antonello Giacomelli |                   |
| Florenz – Pontassieve | Abgeordnetenkammer | 24-10-2004 | Marco Rizzo          |                   | Severino Galante     |                   |
| Neapel – Ischia       | Abgeordnetenkammer | 24-10-2004 | Alessandra Mussolini |                   | Sergio D’Antoni      |                   |
| Casarano              | Abgeordnetenkammer | 24-10-2004 | Massimo D’Alema      |                   | Lorenzo Ria          |                   |
| Rovigo                | Senat              | 23-01-2005 | Guido Mainardi       |                   | Massimo Donadi       |                   |
| Bari – Bitonto        | Senat              | 23-01-2005 | Giuseppe Degennaro   |                   | Nicola Latorre       |                   |
| Rom – Don Bosco       | Abgeordnetenkammer | 26-06-2005 | Augusto Battaglia    |                   | Pompeo Meta          |                   |
| Isola di Capo Rizzuto | Abgeordnetenkammer | 26-06-2005 | Agazio Loiero        |                   | Nicodemo Oliverio    |                   |

## Mandate

### Abgeordnetenkammer
| Sitzverteilung nach Koalitionen                         | Sitzverteilung nach Parteien |
| ------------------------------------------------------- | --- |
| Insgesamt 630 Sitze - PRC: 11 - L’Ulivo: 251 - CdL: 368 | Insgesamt 630 Sitze - PRC: 11 - PdCI: 10 - FdV-SDI: 17 - DS: 136 - DL: 83 - Illy: 1 - SVP: 3 - VdA: 1 - NPSI: 3 - NS: 1 - RS: 1 - CCD/CDU: 40 - FI: 194 - AN: 99 - LN: 30 |

Durch die Erfindung von Liste Civette führten jedoch die Wahl zu dem paradoxen Ergebnis, dass nicht alle Parteien des Bündnisses die ihnen nach den im Wahlgesetz verankerten Proportionalitätsgesichtspunkten zustehenden Parlamentssitze besetzen konnten, da sie in einigen Regionen nicht über genügend Kandidaten verfügten. Dies galt insbesondere für die Forza Italia von Silvio Berlusconi. Ihr fehlten sogar 12 Kandidaten.
Insgesamt gewannen die beiden Listen zusammen 360 von 475 Direktmandate und somit die Mehrheit erhielten, aber weniger als 0,2 Prozent der Stimmen.

### Senat
| Sitzverteilung nach Koalitionen                                                     | Sitzverteilung nach Parteien |
| ----------------------------------------------------------------------------------- | --- |
| Insgesamt 315 Sitze - PRC: 4 - LAL: 1 - L’Ulivo: 131 - IdV: 1 - DE–SA: 2 - CdL: 176 | Insgesamt 315 Sitze - PRC: 4 - PdCI: 2 - FdV: 8 - DS: 64 - SDI: 6 - DL: 43 - SVP: 3 - Sonst.: 10 - DE–SA: 2 - CCD/CDU: 29 - FI: 82 - AN: 45 - LN: 17 |

## Regierungsbildung
Die Mitte-rechts-Parteien des Casa delle Libertà bildeten eine Mehrheitsregierung unter Berlusconi. Das Kabinett Berlusconi II regierte Italien vom 11. Juni 2001 bis zum 23. April 2005.